# Осиновка (Викуловский район)
Осиновка — село в Викуловском районе Тюменской области России. Входит в состав Ермаковского сельского поселения.

## История
В 1926 году в посёлке Осиновка имелось 46 хозяйств и проживало 355 человек (174 мужчины и 181 женщина). В административном отношении входил в состав Ермаковского сельсовета Викуловского района Ишимского округа Уральской области.

## География
Село находится в восточной части Тюменской области, в таёжной зоне, в пределах юго-западной части Западно-Сибирской низменности, к северу от реки Тенис (приток Ишима), на расстоянии примерно 53 километров (по прямой) к северо-востоку от села Викулова, административного центра района. Абсолютная высота — 78 метров над уровнем моря.
Климат
Климат континентальный с суровой холодной зимой. Годовое количество осадков — 417 мм. Средняя температура января составляет −18,9 °C, июля — +18 °C. Продолжительность периода с
устойчивым снежным покровом — 161 день.
Часовой пояс
Село Осиновка, как и вся Тюменская область, находится в часовой зоне МСК+2. Смещение применяемого времени относительно UTC составляет +5:00.

## Население
| 2010 |
| ---- |
| 65   |

Гендерный состав
По данным Всероссийской переписи населения 2010 года в гендерной структуре населения мужчины составляли 49,2 %, женщины — соответственно 50,8 %.
Национальный состав
Согласно результатам переписи 2002 года, в национальной структуре населения русские составляли 100 % из 105 чел.

## Улицы
Уличная сеть села состоит из одной улицы (ул. Победы).